# 福田祐典
福田 祐典（ふくだ ゆうすけ、1959年5月1日 - ）は、日本の厚生労働技官、医学博士、医師。国立精神・神経センター精神保健研究所所長、厚生労働省大臣官房技術総括審議官、厚生労働省健康局長などを歴任した。

## 人物・経歴
長野県松本市水汲町出身。1985年筑波大学医学専門学群卒業、医師免許取得、厚生省入省。1990年ピッツバーグ大学公衆衛生大学院修了、公衆衛生学修士。長年保健医療行政に携わり、2006年には論文「アンケート調査から把握されたライフスタイルと健康診断による検査結果との関連」により昭和大学博士（医学）の学位を取得。
保険局医療課企画官、山梨県健康増進課長、宮崎県福祉保健部長、国際協力機構技術審議役、法務省矯正医療管理官等を経て、2009年社会・援護局障害保健福祉部精神・障害保健課長。2013年国立精神・神経医療研究センター精神保健研究所所長。2015年医薬・生活衛生局生活衛生・食品安全部長。2016年技術総括審議官。2017年から健康局長を務め、受動喫煙対策のための健康増進法改正などにあたった。
2018年4月27日、食事に誘うなどのメールを特定の女性職員に複数回送り、セクハラの内容を含んでいたとして、戒告の懲戒処分を受けた。
2018年厚生労働省退官、茨城県保健福祉部顧問。2019年医療法人博文会顧問。2020年東京博善を考える会委員。